# Шанхай Мастерс (снукер)
Шанхай Мастерс — профессиональный рейтинговый (до 2018 года) снукерный турнир.
Начал проводиться с сезона 2007/08. Являлся вторым рейтинговым турниром после China Open, который проводится в Китае. Как и в открытом чемпионате Китая, в Шанхай Мастерс присутствует уайлд-кард раунд, в котором участвуют восемь китайских снукеристов и восемь игроков, пробившихся из квалификации. Победители этой стадии выходят в основную сетку турнира, которая начинается с 1/16 финала, далее — по олимпийской системе.

В сезоне 2018/2019 турнир поменял свой статус на нерейтинговый (пригласительный).

## Призовые
Призовой фонд для первого розыгрыша Шанхай Мастерс составил в общем 250 000 фунтов стерлингов. Победитель, Доминик Дэйл, получил £48 000. В последующем призовой фонд постоянно увеличивался, в 2011 году составил уже £361 000 (победителю — £65 000), а в 2018 году — £725 000 (победителю — £200 000).

С 2007 по 2010 года спонсором турнира была компания Roewe, с 2011 — Bank of Communication.

Все расходы оплачиваются китайскими промоутерами согласно пятилетнему контракту, подписанному ими с WPBSA в 2007 году.

## Рейтинговые очки
Первые три сезона система начисления рейтинговых очков была одинакова — победителю 5000 очков, финалисту — 4000. С сезона 2009/10 система начисления очков изменилась: победитель получает 7000 очков, финалист — 5600.

В 2018 году турнир поменял свой статус на нерейтинговый.

## Формат
- Основная сетка — 16 игроков из Toп-16 плюс 16 квалифицировавшихся.
- 1/16—1/4 финала — матчи до 5 побед (до 2018 года). В 2018 году — матч до 6 побед.
- 1/2 финала — матчи до 6 побед (до 2018 года). В 2018 году — матч до 10 побед.
- Финал — матч до 10 побед (до 2018 года). В 2018 году — матч до 11 побед.

## Победители
| 2007                                                        | Доминик Дэйл     | 10:6 | Райан Дэй        | 2007/08 |
| 2008                                                        | Рики Уолден      | 10:8 | Ронни О'Салливан | 2008/09 |
| 2009                                                        | Ронни О'Салливан | 10:5 | Лян Вэньбо       | 2009/10 |
| 2010                                                        | Алистер Картер   | 10:7 | Джейми Бёрнетт   | 2010/11 |
| 2011                                                        | Марк Селби       | 10:9 | Марк Уильямс     | 2011/12 |
| 2012                                                        | Джон Хиггинс     | 10:9 | Джадд Трамп      | 2012/13 |
| 2013                                                        | Дин Цзюньхуэй    | 10:6 | Сяо Годун        | 2013/14 |
| 2014                                                        | Стюарт Бинэм     | 10:3 | Марк Аллен       | 2014/15 |
| 2015                                                        | Кайрен Уилсон    | 10:9 | Джадд Трамп      | 2015/16 |
| 2016                                                        | Дин Цзюньхуэй    | 10:6 | Марк Селби       | 2016/17 |
| 2017                                                        | Ронни О'Салливан | 10:3 | Джадд Трамп      | 2017/18 |
| 2018                                                        | Ронни О'Салливан | 11:9 | Барри Хокинс     | 2018/19 |
| 2019                                                        | Ронни О'Салливан | 11:9 | Шон Мёрфи        | 2019/20 |
| В 2020—2022 годах турнир не проводился из пандемии COVID-19 |                  |      |                  |         |
| 2023                                                        | Ронни О'Салливан | 11:9 | Люка Бресель     | 2023/24 |
| 2024                                                        | Джадд Трамп      | 11:5 | Шон Мёрфи        | 2024/25 |